# 槻本神社
槻本神社（つきもとじんじゃ）は岐阜県高山市にある神社である。
飛騨国大野郡の式内社、槻本神社である。
御神木の杉は岐阜県天然記念物に指定されている。樹齢1,200年以上と推測され、この木に危害を与えた者はすぐに病死するという言い伝えがある。

## 沿革
創建時期は不明。言い伝えでは槻の大木がご神体であったという。後に社殿が造られた後も存在していたという（槻の大木では無く、杉の大木の言い伝えもある）。
現在の社殿は元文5年（1740年）の改築という。明治4年（1871年）に郷社となる。

## 祭神
- 大山津見神
- 櫛御気野神
- 建御名方刀美神
- 八坂刀売神

別の説としては、保食神、月元大明神がある。

## 文化財
- 槻本神社のスギ（県指定天然記念物）[1]
- 槻本神社々号碑（市指定史跡）[2]

## 交通
- 高山本線高山駅より北東へ約7km。
  - 国道158号、丹生川町山口から山口谷川（宮川支流）沿いを東進。
  - 国道158号、丹生川町坊方より南下。飛騨農園街道の丹生川トンネルをくぐり西へ約1km。